# Georges Joseph Toutée
Georges Joseph Toutée (Saint-Fargeau, 26 février 1855 - Paris, 16 novembre 1927) est un officier et explorateur français.

## Biographie
Polytechnicien (1877), il obtient le brevet de l’École de guerre et est envoyé au Tonkin (1886). Il est ensuite chargé, en 1894, par le ministère des Affaires Étrangères et le ministère de l'Instruction publique, de la défense des intérêts français dans la basse vallée du Niger. Parti de Cotonou le 26 décembre 1894, il passe à Savé et Tchaourou puis traverse le pays Yoruba et atteint le Niger le 15 janvier 1895 en aval des rapides de Boussa où il fonde un poste français, Fort-d'Arenberg à Badjibo.
Il descend ensuite le fleuve pendant 250 kilomètres, jusqu'à Egga puis, après l'évacuation de Fort-d'Arenberg par demande de la Royal Niger Company, le remonte jusqu'à Zinder.
Toutée dirige en 1899-1900 la commission de délimitation des frontières Nigéria-Dahomey et installe ses troupes à Gaya sur le Niger, ce qui assure une possession française sur le fleuve.
La qualité de ses travaux lui permet d'obtenir, dès 1896, avant même la publication de ses ouvrages sur le sujet, la médaille d'or de la Société de géographie de Paris.
En 1906, Il est nommé chef de cabinet du président de conseil: Georges Clemenceau. Désireux de prendre la direction de l'école de guerre et en concurrence avec le futur Maréchal Foch, il va monter une campagne de calomnies envers Foch et échouera.

## Carrière militaire
- Entre en service le 1er octobre 1877 à l'École d'application de l'artillerie et du génie.
- Lieutenant en second au 13e Régiment d'Artillerie le 1er octobre 1879.
- Lieutenant en 1er au 38e Régiment d'Artillerie le 26 janvier 1881.
- Passé au 32e Régiment d'Artillerie le 22 octobre 1882.
- Passé au 6e Bataillon d'Artillerie de Forteresse le 1er septembre 1883.
- Capitaine en second au 12e Régiment d'Artillerie le 30 décembre 1884.
- Passé au 28e Régiment d'Artillerie le 10 février 1886.
- Passé au 11e Bataillon d'Artillerie de Forteresse le 17 février 1887.
- Passé à la Section Technique de l'Artillerie le 20 avril 1887.
- Passé au 2e Régiment d'Artillerie le 23 juillet 1887.
- Passé au 28e Régiment d'Artillerie le 15 avril 1888.
- Passé au 3e Régiment d'Artillerie le 29 avril 1889.
- Capitaine en 1er à l’État-major de l'Artillerie le 15 avril 1890.
- Passé au 37e Régiment d'Artillerie le 13 juillet 1891.
- Officier d'ordonnance au 8e Corps d'Armée le 29 octobre 1896.
- Chef d'escadron le 31 mai 1896.
- Passé au 24e Régiment d'Artillerie le 1er novembre 1896.
- Général pendant la Première Guerre mondiale, il commande le 28 août 1914 le Groupement des Vosges.

## Travaux
- Journal d'un officier du corps expéditionnaire de Tunisie, Revue d'artillerie, juillet 1881
- Notes politiques sur l'hinterland dahoméen et le Niger moyen, 1895
- Principaux résultats géographiques de la mission Toutée, Annales de Géographie, 1897, p. 133-146
- Dahomé, Niger, Touareg, récit de voyage, 1897
- Du Dahomé au Sahara. La nature et l'homme, 1899

## Honneurs et distinctions

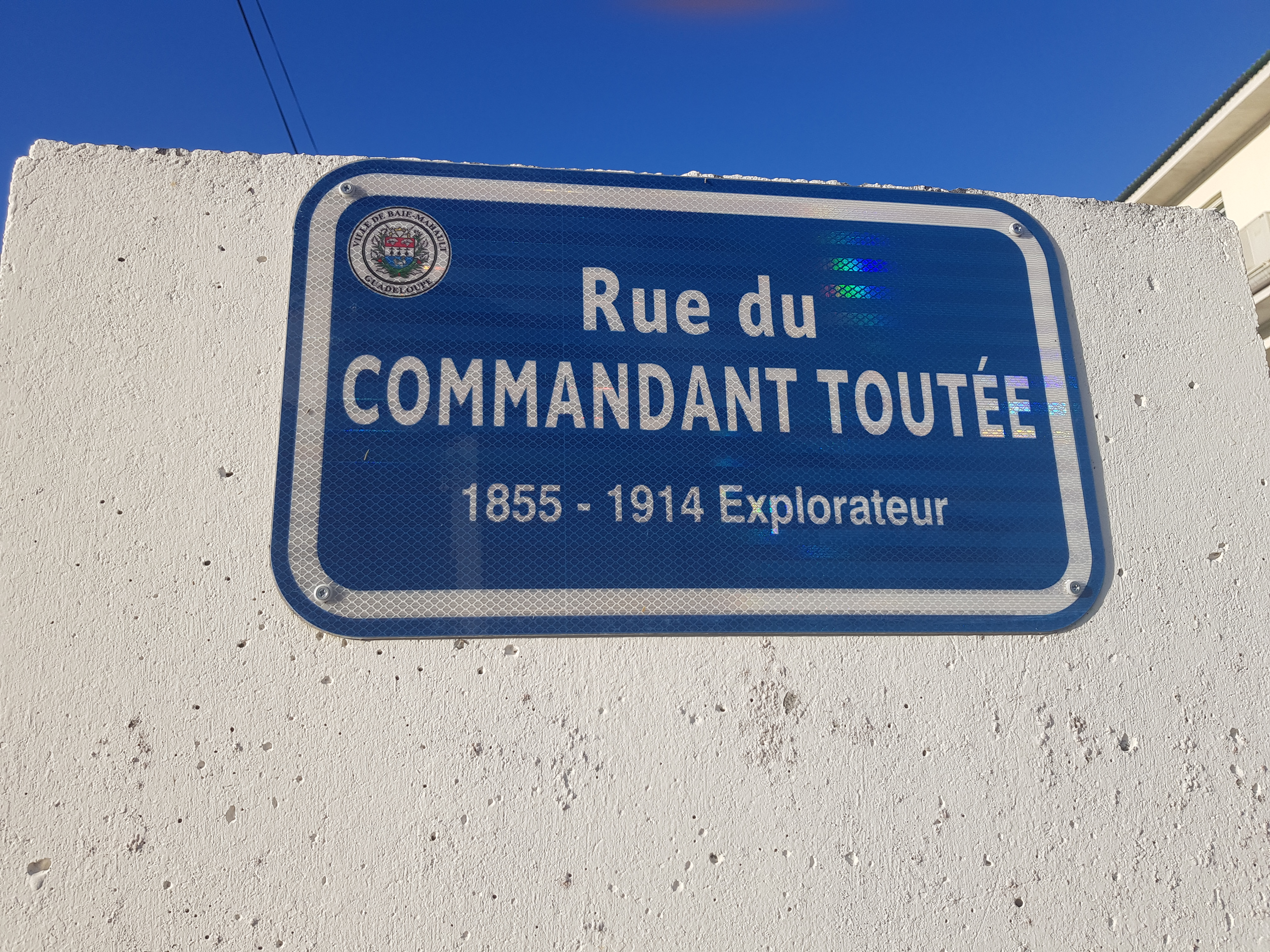
Rue du Commandant Toutée à Baie-Mahault (Guadeloupe)

- Une rue de Baie-Mahault a été nommée en son honneur. Ce panneau de rue est fautif concernant la date de décès de l'explorateur.
- Il est fait Chevalier (26 janvier 1887), Officier (11 juillet 1896) puis Commandeur de la Légion d'honneur le 12 juillet 1906[4].